# Inga Thompson
Kristin Inga Thompson-Benedict (27 de janeiro de 1964) é uma ex-ciclista olímpica estadunidense. Representou sua nação nos Jogos Olímpicos de Verão de 1984, 1988 e 1992.